# Жан-Марк Гію
Жан-Марк Гію (фр. Jean-Marc Guillou, нар. 20 грудня 1945, Буе) — французький футболіст, що грав на позиції півзахисника. По завершенні ігрової кар'єри — футбольний тренер.
Виступав, зокрема, за клуби «Анже» та «Ніцца», а також національну збірну Франції.

## Клубна кар'єра
Народився 20 грудня 1945 року в місті Буе. Вихованець футбольної школи клубу «Назер'єн».
У дорослому футболі дебютував 1966 року виступами за команду клубу «Анже», в якій провів дев'ять сезонів, взявши участь у 243 матчах чемпіонату. Більшість часу, проведеного у складі «Анже», був основним гравцем команди.
Своєю грою за цю команду привернув увагу представників тренерського штабу клубу «Ніцца», до складу якого приєднався 1975 року. Відіграв за команду з Ніцци наступні чотири сезони своєї ігрової кар'єри. Граючи у складі «Ніцци» також здебільшого виходив на поле в основному складі команди.
Згодом з 1979 по 1983 рік грав у складі команд клубів «Ксамакс» та «Мюлуз».
Завершив професійну ігрову кар'єру у клубі «Канн», за команду якого виступав протягом 1983—1984 років.

## Виступи за збірну
1974 року дебютував в офіційних матчах у складі національної збірної Франції. Протягом кар'єри у національній команді, яка тривала 5 років, провів у формі головної команди країни 19 матчів, забивши 3 голи.
У складі збірної був учасником чемпіонату світу 1978 року в Аргентині.

## Кар'єра тренера
Перший досвід тренерської роботи отримав ще 1976 року, ставши коли, продовжуючи грати на полі, очолив тренерський штаб клубу «Ніцца».
Згодом продовжував поєднувати тренерську роботу з виступами на футбольному полі в клубах «Ксамакс», «Мюлуз» та «Канн».
Згодом сконцентрувався на тренерській роботі, протягом 1985—1986 років працював із швейцарським «Серветтом». 1993 року проацевлаштувався в Кот-д'Івуарі, де спочатку став головним тренером клубу «АСЕК Мімозас», а протягом 1999—2000 років поєднував клубну роботу з підготовкою національної збірної Кот-д'Івуару.
Наразі останнім місцем тренерської роботи був бельгійський «Беверен», команду якого Жан-Марк Гію очолював як головний тренер до 2002 року.

## Титули і досягнення
- Французький футболіст року (1):

1975